# Caselles (Cercs)
Les Caselles és una obra del municipi de Cercs (Berguedà) inclosa en l'Inventari del Patrimoni Arquitectònic de Catalunya.

## Descripció
Es tracta d'un edifici de planta quadrada format per planta baixa i un pis de petita alçada. Presenta obertures solament a la banda de llevant i a migdia de forma petita i irregular en la seva distribució a la façana. La teulada, de teula tradicional aràbiga, és a dues aigües i amb carener paral·lel a la façana principal. L'aparell és de pedra de mida mitjana, distribuïda irregularment, unida amb morter i arrebossada. Conserva els marcs i llindes originals en fusta. Tot plegat dona a la construcció una simplicitat i senzillesa notables.
Conserva una pallissa adjacent formada per dos nivells. El superior conserva part dels terres i tancaments exteriors en fusta original. Teulada a dues vessants. Pilars centrals i laterals en totxo vist modern. Aparell mitjà arrebossat.

## Història
Més tardana que l'antiga casa de Santa Maria de les Garrigues, no té una cronologia massa clara. Sembla, però, que l'actual casa s'hauria construït a la primera meitat del segle xix i s'hauria mantingut habitada de forma regular fins a meitats del present segle xx.